# ダラス (テレビドラマ)
『ダラス』（英語: Dallas）は、アメリカ合衆国のCBSでプライムタイムに放送されたテレビドラマ。1978年4月から1991年5月まで全13シーズン・357話が放送された。日本では1981年10月から1982年3月にかけてテレビ朝日系列にて第3シーズンまで放送され、その後1999年6月から2006年5月にかけてCSのスーパー!ドラマTVにて全話放送された。

## 概要
油田開発で財を成したユーイング・オイルおよび酪農牧場サウスフォークを経営するテキサスの大富豪ユーイング家がドラマの舞台である。当初、三男ボビー(パトリック・ダフィー)と、ユーイング家と反目し合うバーンズ家の娘パメラ(ヴィクトリア・プリンシパル)との結婚生活が焦点であった。シリーズが進むにつれて、石油王となるユーイング家の長男で狡猾なJ.R.に注目が集まるようになり、代表的登場人物となった。ラリー・ハグマンが貪欲、狡猾な大物実業家J.R.ユーイング役、舞台および映画女優バーバラ・ベル・ゲデスが女家長ミス・エリ―役、西部映画俳優ジム・デイヴィスがユーイング家家長ジョック役を演じ、デイヴィスにとって1981年に亡くなる前の最後の役となった。
巨大な利権をめぐる権力闘争と家族の愛憎劇はアメリカ全土で人気を呼び、最高視聴率は53.3%を記録した。その成功に追随し、『ダイナスティ』などの似たような設定のドラマがいくつか作られるほどであった。
『ダラス』の人気の一因として挙げられるのは、クリフハンガーというドラマの手法である。これはあるシーズンの最後で大きな事件が起き、その結末が次のシーズンまで持ち越されることであり、これにより番組が一時終わっても視聴者の興味を引き続けることができる。本作は、クリフハンガーを初めて用いたテレビドラマである。最も有名なクリフハンガーは「Who shot J.R.?」である。1980年のシーズン3最終回「Who Done It」はアメリカのテレビ史上2番目に高い視聴率を獲得した。
1980年の第32回プライムタイム・エミー賞においてベル・ゲデスがドラマ主演女優賞を受賞したのを含め、エミー賞を4回受賞した。
全357エピソードを放映し、アメリカの1時間のプライムタイム番組史上、『ガンスモーク』(635エピソード)、『LAW & ORDER:性犯罪特捜班』(2022年5月現在513エピソード)、『ロー&オーダー』(456エピソード)、『ボナンザ』(430エピソード)、『グレイズ・アナトミー 恋の解剖学』(2022年5月現在395エピソード)に続き、ロングラン番組の1つとなっている。さらに1979年、スピンオフの『Knots Landing』も14シーズン続き、344エピソードを放映した。
2007年、「タイム」誌により「ベスト番組100選」に選出された。
2010年、TNTがユーイング家のその後の続編を製作し、2012年6月13日から2014年9月22日までアメリカで放送されていた。

## 当初の前提
1978年4月2日、CBSで全5話のミニシリーズが開始した。当初あくまでパイロット版としての放送で、低視聴率で知られる日曜夜に放送されていたこともあり、プロデューサーもテレビ局も5話以上続くと思っておらず、延長について考えていなかった。しかしレギュラー・シリーズに移行するに充分な人気を獲得し、1978年9月23日から1991年5月3日、シーズンを通して放送することとなった。当初パイロット版とされていた5話が、その後「シーズン1」とみなされることとなり、最終的に計14シーズン制作された。
富、性、陰謀、対立、権力闘争が描かれていることで知られる。シリーズを通して大前提は長年に亘るユーイング家とバーンズ家の対立関係であり、シーズン1でバーンズ家の娘パメラ(ヴィクトリア・プリンシパル)とユーイング家の末の息子ボビー(パトリック・ダフィー)が駆け落ちして結婚したことで対立が深まる。ほとんどテキサス州ダラス郡で撮影され、架空のブラドック郡のサウスフォーク・レンチが舞台となっている。

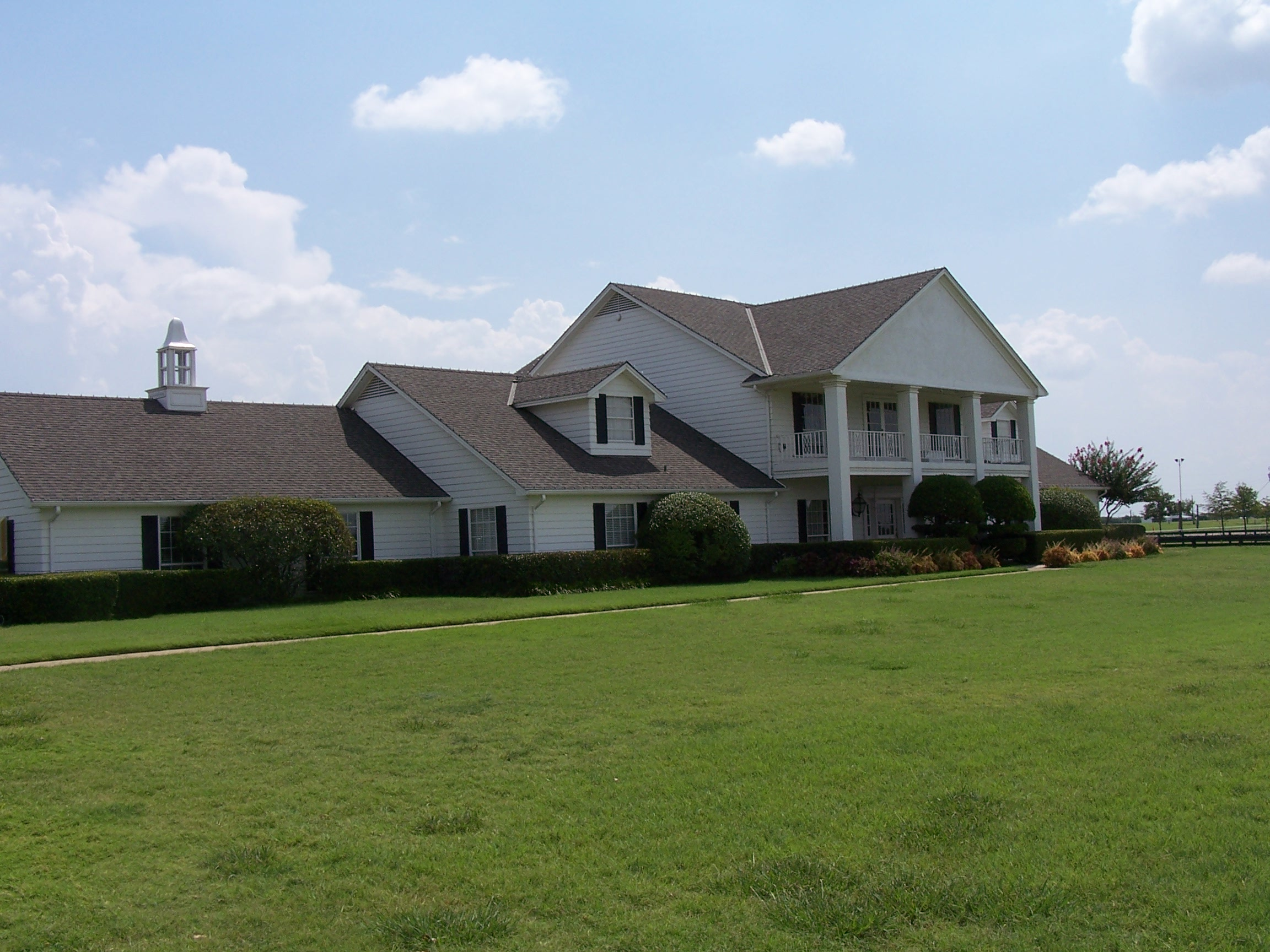
ユーイング家の住むサウスフォーク・レンチ

1930年代、石油採掘者のジョン・ロス（ジョック）・ユーイング(ジム・デイヴィス)は短期間仕事上のパートナーであったウィラード（ディガー）・バーンズ(デヴィッド・ウェイン/キーナン・ウィン)から株を騙し取ったとされており、さらにはディガーの最愛の女性エレノア（ミス・エリ―）・サウスワース(バーバラ・ベル・ゲデス/ドナ・リード)を略奪して結婚した。ジョックと違い、ミス・エリ―は長年の牧場主の家系の出身で土地と牛をとても愛している。ジョックとミス・エリ―の結婚後、サウスワース家の牧場はユーイング家の邸宅としてサウスフォークと名付けられ、そこで3人息子のJ.R.(ラリー・ハグマン)、ゲイリー(デイヴィッド・アクロイド/テッド・シャックルフォード)、ボビーを育てる。
J.R.は元ミス・テキサスのスー・エレン・シェパード(リンダ・グレイ)と結婚しているが不道徳であるなどうまくいっておらず、J.R.と違って道徳的で実直なボビーと度々喧嘩になる。次男のゲイリーはミス・エリ―のお気に入りであったが、幼少期からジョックとJ.R.から弱虫扱いされるなど不仲であった。17歳でゲイリーは15歳のウェイトレスのヴァリーン・クレメンツ(ジョーン・ヴァン・アーク)と秘密裏に結婚し、ユーイング家の初孫ルーシー(シャーリーン・ティルトン)が生まれ、サウスフォークに戻って住もうとする。ジョックはヴァリーンを気に入り、未熟なゲイリーたちを支援するが、J.R.はゲイリーに悪い取引を持ちかけ、アルコール依存症になるまで追い詰め、ゲイリーはサウスフォークにいられなくなる。ゲイリーがいなくなり、ヴァリーンもJ.R.から迫害されるために出ていき、ルーシーは祖父母のジョックとミス・エリ―により育てられる。
シーズン1第1話において、10代のルーシーが牧場作業長のレイ・クレブス(スティーヴ・カネリー)と関係を持つ。その後シーズン4において、レイはルーシーの叔父であることが判明する。レイは、第二次世界大戦中のジョックの浮気による私生児であったのである。カネリーは小さくつまらない役に不満で降板を考えていた。ハグマンはデイヴィスとカネリーの顔が似ているとして、脚本家らにいかにしてレイが三兄弟と腹違いの兄弟となれるかを提示し出番を増やした。レイと実の姪であったルーシーとの情事に関して、カネリーはダイナ・ショアのトークショーで「忘れ去られてほしい」と語った。
かつてレイはパメラと交際していたが、パメラはボビーと深く恋に落ち、シーズン1ではパメラとボビーが結婚してサウスフォーク・レンチに到着する所から始まり、ユーイング家は衝撃を受ける。バーンズ家を憎むJ.R.はパメラが同居することが不愉快で、度々パメラとボビーの結婚を壊そうとする。パメラの兄クリフ(ケン・カーチヴァル)は父ディガーと同様にユーイング家を憎んでおり、復讐の意志を継ぐ。クリフにとって、パメラとボビーの結婚に関してはJ.R.と同意見である。
ほとんどのシーズンが視聴者の興味を惹き付けておくためにクリフハンガーで終わっていた。特筆すべきはシーズン3の最終回「A House Divided」で、「Who shot J.R.?」(誰がJ.R.を撃ったのか?)という話題の始まりとなった。これにより、このエピソードは「TVガイド」誌の「トップ100エピソード」の第69位にランクインした。他のシーズン最終回は、身元不明の女性の死体がサウスフォークのプールに浮かぶシーズン4、家が大火事となるシーズン6、ボビーが亡くなるシーズン8、その後の蘇生のシーズン9、J.R.の自殺容疑のシーズン14などである。

## 登場人物
「声」は、1981年版と1999年版があるが一部以外詳細は不明。

### シーズン1からのメイン・キャスト

#### エリー・ユーイング
演：バーバラ・ベル・ゲデス
声：文野朋子 → 谷育子
ジョックの妻。ユーイング家の女家長。一家を暖かく見守る。
ジョン・ロス（ジョック）・ユーイング
演：ジム・デーヴィス
声：久米明 → 大木民夫 → 岩田翼
ユーイング家の家長。サウスフォーク牧場のオーナー。パートナーであったディガー・バーンズを裏切り、利権を独占してユーイング石油を創設した。
ボビー・ユーイング
演：パトリック・ダフィー
声：佐々木功 → 津嘉山正種 → 森田順平
ジョック・ユーイングの三男。J.R. と対照的に正義感が強く、ユーイング家と対立するバーンズ家の娘パメラと結婚。
パメラ・バーンズ・ユーイング
演：ヴィクトリア・プリンシパル
声：山口果林 → 沢海陽子
ジョックに裏切られたディガー・バーンズの娘。ユーイング家とバーンズ家は反目し合っている。ボビーと結婚し、ユーイング家に入り込む。シーズン1でボビーがパメラを結婚相手として連れて帰るところからドラマが始まる。
ジョン・ロス (J.R.) ・ユーイング
演：ラリー・ハグマン
声：横内正 → 大塚明夫 → 大塚周夫
ジョック・ユーイングの長男。目的のためには手段を選ばない冷酷な性格。パメラに辛くあたる。
ルーシー・ユーイング
演：シャーリーン・ティルトン
声：潘恵子 → 斎藤恵理
ユーイング家を飛び出した、ジョックの次男ゲーリーの娘で、ボビーとJ.R.の姪にあたる。ボビーのことは慕っているが、自分をユーイング家にふさわしい人物に育て上げようと両親と引き離したJ.R.のことを恨んでいる。

### シーズン2からのメイン・キャスト
スー・エレン・ユーイング
演：リンダ・グレイ
声：武藤礼子 → 幸田直子
J.R. の妻。夫との関係は冷え込みアルコールに浸る。
レイ・クレブス
演：スティーヴ・カネリー
パメラと以前交際していた。サウスフォークの牧場労働者で、のちにジョックの非嫡出子と判明する。

### シーズン3からのメイン・キャスト
クリフ・バーンズ
演：ケン・カーチェヴァル
声：天田俊明 → 納谷六朗
パメラの兄で弁護士。ユーイング家への復讐に執念を燃やす。J.R.の敵対相手。

### シーズン5からのメイン・キャスト
ドナ・カルヴァー・クレブス
演：スーザン・ハワード
シーズン2でゲスト出演。亡くなった元テキサス州知事の妻で政治家。レイと結婚し、マーガレットを出産する。

### シーズン8からのメイン・キャスト
クレイトン・ファーロウ
演：ハワード・キール
シーズン4でゲスト出演。裕福で短気な牧場主。ジョック亡き後ミス・エリ―の再婚相手となる。
ジェナ・ウェイド
演：プリシラ・ボーリュー・プレスリー（シーズン2：モーガン・フェアチャイルド、シーズン3：フランシン・タッカー）
ボビーの10代の頃の交際相手。ボビーの唯一の実子ルーカスを出産しており、のちにレイの2番目の妻となる。
シーズン8のみ、ミス・エリ―役のベル・ゲデスが病欠のためドナ・リードが代役を務めた。

### シーズン10からのメイン・キャスト
ジャック・ユーイング
演：ダック・ランボー
ユーイング家のさすらいの従兄弟。シーズン10途中で降板。

### シーズン12からのメイン・キャスト
エイプリル・スティーヴンス・ユーイング
演：シェリー・J・ウィルソン
シーズン10および11でゲスト出演。ジャックの元妻。当初狡猾な役柄であったが、ボビーがパメラと離婚した後の再婚相手となった。

### シーズン13からのメイン・キャスト
カーター・マッケイ
演：ジョージ・ケネディ
レイの牧場を買収し、ユーイング・オイルのライバル会社ウエストスターの社長となる。
キャリー・ハーバー・ユーイング
演：キャシー・ポドウェル
J.R.がレイプの冤罪から逃れるために再婚した若くナイーブな女性。
ジェイムズ・ビューモント
演：サーシャ・ミッチェル
J.R.の非嫡出子の長男。
ミシェル・スティーヴンス
演：キンバリー・フォスター
エイプリルの狡猾な姉妹。ジェイムスともクリフ・バーンズとも結婚する。
ステファニー・ロジャース
演：レスリー＝アン・ダウン
広報担当。

### シーズン14からのメイン・キャスト
リズ・アダムス
演：バーバラ・ストック
シーズン13終盤でゲスト出演。クリフの婚約者。

### ゲスト出演
14年間の放送で助演として出演した主な者を以下に示す。
- ティナ・ルイーズ (シーズン1–2)  - ジュリー・グレイ役。ジョックの事務員、J.R.の愛人。
- デヴィッド・ウェイン (シーズン1–2)、キーナン・ウィン (シーズン3) - ウィラード（ディガー）・バーンズ役。アルコール依存症の石油試掘者。クリフの父でパメラの継父。ジョックと敵対。
- コリーン・キャンプ (シーズン2)、メアリー・クロスビー (シーズン3–4、14) - クリスティン・シェパード役。スー・エレンの狡猾な姉妹。J.R.と不倫し、Who shot J.R.?のエピソードで容疑者となる。
- ジャレッド・マーティン (シーズン3–6、8–9、14) - スティーヴン（ダスティ）・ファーロウ役。スー・エレンの恋人のカウボーイ。クレイトンの甥で養子。
- ウィリアム・スミサーズ (シーズン4–5、8–12) - ジェレミー・ウェンデル役。ユーイング・オイルのライバルのウェストスター・オイルの代表。
- リー・マクロスキー (シーズン4–5、8、12) - ミッチ・クーパー役。医学生で、ルーシーと結婚するが別れと復縁と繰り返す。
- オードリー・ランダース (シーズン4–8、12–13) - アフトン・クーパー役。ミッチの姉妹で歌手を目指す。クリフの長年の婚約者。
- プリシラ・ポインター (シーズン4–6) - レベッカ・バーンズ・ウェントワース役。クリフとパメラの疎遠となった母親。
- モーガン・ブリタニー (シーズン5–8、11) - キャサリン・ウェントワース役。クリフとパメラと半分血の繋がった妹で精神障碍者。ボビーを執拗に愛する。
- ティモシー・パトリック・マーフィ (シーズン6–7) - ミッキー・トロッター役。レイのいとこ。ルーシーと婚約するが、スー・エレンの飲酒運転を止めようとして事故に巻き込まれ寝たきりとなり、のちに生命維持装置を止められ亡くなる。
- ジョン・ベック (シーズン6–7、9) - マーク・グレイソン役。パメラの離婚後の恋人で婚約する。
- クリストファー・アトキンズ (シーズン7) - ピーター・リチャーズ役。ジョックの参与で、年齢が大分上のスー・エレンの愛人となる。
- アレクシス・スミス (シーズン7、13) - レディ・ジェシカ・モンフォード役。クレイトンの精神的に弱い姉妹で、ダスティの生みの母。
- デボラ・シェルトン (シーズン8–10) - メンディ・ウィンガー役。モデルでJ.R.の長年の愛人。
- ジェニリー・ハリソン (シーズン8–10) - ジェイミー・ユーイング・バーンズ役。ジャックの姉妹で、クリフ・バーンズと結婚するがうまくいかない。
- アンドリュー・スティーヴンス (シーズン11–12) - ケイシー・デノー役。J.R.に雇われたユーイング・オイルの社員の息子で、金銭目当てでルーシーやエイプリルと交際する。
- リー・テイラー・ヤング (シーズン11–12) - キンバリー・クライダー役。J.R.が支配しようとするウェストスター・オイルの重役の妻。
- イアン・マクシェーン (シーズン12) - ドン・ロックウッド役。イギリスの映画プロデューサーで、スー・エレンの2番目の夫となる。
- ベス・トーセント (シーズン12–13) - トレイシー・ロートン役。カーター・マッケイの別居中の娘のビリヤード・プレイヤーで、ボビーと関係を持つ。
- ゲイル・ハニカット (シーズン12–14) - ヴァネッサ・ビューモント役。ジェイムスの母でJ.R.のかつての恋の相手。
- スーザン・ルッチ (シーズン14) - ヒラリー・テイラー役。環境活動家で、エイプリルとボビーの新婚旅行中、エイプリルを死なせる。

#### 子役
- タイラ―・バンクス (シーズン4–6)、オムリ・キャッツ (シーズン7–14) - ジョン・ロス・ユーイング3世役。J.R.とスー・エレンの息子
- エリック・ファーロウ (シーズン6–8)、ジョシュア・ハリス (シーズン9–14) - クリストファー・ユーイング役。ボビーとパメラの養子の息子。
- シャレーン・マコール (シーズン7–11)、ローリー・リン・マイヤーズ(シーズン2) - シャーロット（チャーリー）・ウェイド役。ジェナの娘。

#### ユーイング・オイル関連
- ドン・スター (シーズン2–14) - ジョーダン・リー役。
- ファーン・フィッツジェラルド (シーズン2–13) - マリリー・ストーン役。
- ポール・ソレンセン (シーズン2–10) - アンディ・ブラッドリー役。
- モーガン・ウッドワード (シーズン4–11) - マーヴィン（パンク）・アンダーソン役。ジョックの親友。
- アリス・ハーソン (シーズン6–7、10–11) - メイヴィス。パンクの妻。
- デニス・パトリック (シーズン3、5、7–8) - ヴォーン・リランド役。いかがわしい投資銀行家。
- ジェイムス・ブラウン (シーズン2–12) - ハリー・マクスウィーン役。ダラス市警巡査。J.R.の情報源。
- ジョージ・O・ペトリ (シーズン3–14) - ハーヴ・スミスフィールド役。顧問弁護士。
- トム・フューチェロ (シーズン3–6、8、10–11、13–14) - デイヴ・カルヴァー役。ドナの継子。上院議員。

#### その他
- ドナ・バロック (シーズン1)、アン・フォード/ナンシー・ブレア (シーズン2)、ジーナ・マイケルズ (シーズン2–4) - コニー・ブラッシャー役。ボビーの事務員。
- デボラ・トラネリ (シーズン4–14) - フィリス・ワプナー役。ボビーの事務員。
- メグ・ギャラガー (シーズン2–4) - ルエラ・キャラウェイ役。J.R.の事務員。
- デボラ・レナード (シーズン5–14) - スライ・ラヴグレン役。J.R.の事務員。
- シェリル・リン・レティーノ (シーズン2–5、7–14) - ジャッキー・ドゥガン役。クリフの事務員。
- ダノン’・シンプソン (シーズン6–14) - ケンドール・チャップマン役。ユーイング・オイル受付。
- ロザーナ・クリスチャンスン (シーズン6–14) - テレサ役。サウスフォークのメイド。
- パット・コルバート (シーズン7–14) - ドラ・メイ役。オイル・バロンズ・クラブのスタッフ。
- アン・C・ルーカス (シーズン5–10) - キャシー役。オイル・バロンズ・クラブのスタッフ。
- デボラ・マリー・テイラー (シーズン11–14) - デビー役。イル・バロンズ・クラブのスタッフ。

### メイン・キャストの降板、離脱
最終回までに、オリジナルの登場人物のうちJ.R.、ボビー、クリフの3名のみがダラスに残り、他は死亡または転居した。
シーズン5にて、ジョック・ユーイングが南米でヘリコプターの衝突事故で亡くなった。1981年、シーズン4撮影終了後、ジョックを演じたジム・デイヴィスが亡くなったのである。メイン・キャラクターの離脱はこれが最初であった。
シーズン8最終回にて、ボビー・ユーイングが亡くなり、シーズン9には全く登場しなかった。しかしシーズン10冒頭でシーズン9で起こったことは全てパメラの夢の中だったと明かされ、全て帳消しとなった。ボビー役のパトリック・ダフィは他の可能性を求め一旦降板したが、視聴率が下がったため、制作会社のロリマー・テレビジョンおよびJ.R.役でシリーズ主演のラリー・ハグマンから説得され復帰したのである。
シーズン10中盤にて、ジャック・ユーイングはJ.R.から逃れて旅を続けるためにダラスを離れ、シーズン終盤の2エピソードのみ再び出演した。ジャック役のダック・ランボーの降板理由について公式の発表はないが、のちに本人が自身のバイセクシャルと、シーズン10で酷くなったラリー・ハグマンとの不仲が原因であろうと語った。本作出演前の1970年代後半、ランボーとハグマンは『Sword of Justice』で共演していた。のちにハグマンはランボーの降板についての関与を否定した。
シーズン10最終回にて、パメラが運転する車が石油輸送車の横に激突して爆発し、大やけどを負った。シーズン11にて、半分血の繋がった妹のキャサリンが病院の近くに姿を見せた後、パメラはボビーと息子のクリストファーに全身のやけどを見せたくなくて去ったものとされた。パメラ役のヴィクトリア・プリンシパルはシーズン10以降出演せず、シーズン12冒頭にてプリンシパルに似せたマーガレット・マイケルズがパメラ役として登場した。パメラは整形手術で容貌が変わり、その後病気で亡くなった。以降パメラは登場していない。プリンシパルは出演料で折り合わず、また自身の事業を開始するため、本人の意思によりシーズン10最終回が最後の出演となった。
制作費削減のため、長年の出演者でも降板させられることもあった。シーズン10終盤、パメラの降板の他に、レイとドナが離婚することとなった。ドナはワシントンD.C.に転居し、その後アンドリュー・ドウリング上院議員(ジム・マクマラン)と再婚し、レイとの娘マーガレットを育てる。のちの1987年にドナ役のスーザン・ハワードは、プロデューサーから出演の終了を告げられたと語った。シーズン11終盤、レイは自身の牧場をカーター・マッケイに売却し、再婚相手のジェナとその息子ルーカスと共にダラスからスイスに転居した。ジェナの娘チャーリーはフィニッシングスクール進学のためすでにスイスに転居していた。レイはシーズン12前半の5エピソードに再び出演した。
シーズン8終盤、ルーシー・ユーイングは夫ミッチと別れたが、シーズン11最終回でサウスフォークに戻り、さらに2年後、ヨーロッパに渡った。いずれのルーシー役のシャーリーン・ティルトンの降板も制作側がルーシーの役柄の来し方に窮し決定された。
シーズン12最終回において、スー・エレンが再婚相手の映画監督ドン・ロックウッド(イアン・マクシェーン)と共にダラスを離れロンドンに転居した。スー・エレン役のリンダ・グレイの降板はレイ役のカネリーと同様に制作費削減のための降板であったが、グレイと製作総指揮のレナード・キャツマンの間でスー・エレンの役柄がもう手詰まりであるとの合意があり、グレイ自身が降板を決断した。
シーズン13終盤でクリフの広報担当のステファニー・ロジャースが離脱した。ステファニー役のレスリー＝アン・ダウンはオープニング・タイトルには13エピソードに名前が掲載されたが、出演は8エピソードのみで最も短いレギュラー出演者となった。
シーズン6において、バーバラ・ベル・ゲデスが最後のシーンを撮影し終えた数日後の1983年3月15日、冠動脈大動脈バイパス移植術を受けた。シーズン7において、ベル・ゲデスは術後の休養と回復のため最初の11エピソードに出演できなかった。シーズン7終了後、ベル・ゲデスは心臓の手術後の仕事量と出演料で折り合いがつかず降板した。その後シーズン8ではミス・エリ―役はドナ・リードが後継し、3年間の出演契約を結んだ。しかしシーズン9のためにベル・ゲデスは再度出演をオファーされてそれを承諾し、世間の注目を浴びた。リードは激怒し、プロデューサーらを訴え、100万ドルの示談金を受け取った。数か月後の1986年1月、リードは膵臓がんで急死した。シーズン13終盤近くまでミス・エリ―は登場していたが、クレイトンと共に東洋を旅してヨーロッパでレイおよびジェナと暮らすためにダラスを離れた。1990年に降板したベル・ゲデスはそのまま女優業を引退した。

### 最終シーズンのメインの登場人物
最終シーズンであるシーズン14は10名のレギュラー出演者で開始した。最終回前にその半分が離脱したが、オープニングでは最終回まで名前が掲載された。クレイトン・ファーロウは4エピソードに出演し、ビジネスを終了し、サウスフォークをボビーに譲渡する。エイプリル・スティーヴンス・ユーイングはシーズン冒頭で新婚旅行中にヒラリー・テイラー(スーザン・ルッチ)に拉致され亡くなる。キャリー・ハーパー・ユーイングはシーズン中盤でJ.R.との息子と新たなボーイフレンドと共に新生活を送る。リズ・アダムスはクリフとの婚約を破棄し、シーズン終盤近くで離脱する。ジェイムス・ビューモントは最終回直前に突然現れた幼い息子のジミーとその母デブラ・リン(デボラ・タッカー)と共に東海岸で新生活を送るため離脱する。
カーター・マッケイはウエストスターでこれまで同様力を発揮する。ミシェル・スティーヴンスはジェイムスと住むためにマッケイから購入した牧場で傷心のまま取り残される。クリフ・バーンズはユーイング・オイルの独占オーナーとなる。ボビー・ユーイングはサウスフォークのオーナーとなり、エイプリルの死を乗り越える。J.R.はユーイング・オイルもサウスフォークも失い、息子たちにも見放され、限界となる。J.R.が自殺したのかどうかわからないまま終了する。

## 制作

### シーズン1–8
シリーズ制作者デイヴィッド・ジェイコブズのパートナーのマイケル・ファイルマンは本作の題名として『ダラス』を提案した。ジェイコブズはダラスについてケネディ大統領暗殺事件現場およびNFLのダラス・カウボーイズの本拠地であること以外何も知らなかった。撮影準備のためにテキサス州を訪れた際、ダラスは金融業や保険業が盛んであり、石油産業がより重要な『ヒューストン』と名付けるべきだと考えた。ジェイコブズはシーズン1となる全5回のミニシリーズの初回と最終回の脚本を執筆し、中3回はアーサー・バーナード・ルイス、カミーユ・マーケタ、ヴァージニア・アルドリッジが手掛けた。アルドリッジはこれが最後、マーケタはシーズン4中途で降板したが、ルイスは本作の最も影響力のある作家の1人となった。
レナード・キャツマンはプロデューサーとしてシーズン1に関わり、シーズン2で脚本と監督を開始し影響力を強めた。シーズン2終盤で、ジェイコブズはスピンオフ『Knots Landing』の制作に専念するため、毎日の脚本業務から離れた。最初の3シーズンのエグゼクティブプロデューサーはフィリップ・カピス、リー・リッチである。最初の8シーズンにおいて、シーズン3の後にリッチが降板した以外は制作チームはほぼ同じメンバーであった。リッチ降板後、カピスは単独のエグゼクティブプロデューサーとなり、キャツマンはプロデューサー兼製作総指揮となった。クリフ・フェンマンはアソシエイト・プロデューサー、アーサー・バーナード・ルイスはストーリー・エディター兼スーパーバイジング・プロデューサーとなった。25名の作家が脚本に携わったが、キャツマン、ルイス、デイヴィッド・ポールセンの3名が8シーズンの3分の2近くの脚本を執筆した。シーズン4でポールセンが加入し、シーズン6でストーリー・エディターに昇格した。シーズン7および8では2エピソードを除き、キャツマン、ルイス、ポールセンの3名が全ての脚本を執筆した。

### シーズン9
エグゼクティブプロデューサーのカピスとプロデューサーのキャツマンの間で対立が起き、シーズン8終盤でキャツマンがプロデューサーを降板した。シーズン9でキャツマンは脚本の執筆を続け、全ての脚本に目を通すクリエイティブ・コンサルタントとして残ったが、カピスはアソシエイト・プロデューサーのクリフ・フェンマンと共に新たな制作チームを結成し、ジェイムス・H・ブラウンがプロデューサー、ピーター・ダンがスーパーバイジング・プロデューサーおよび製作総指揮、ジョエル・J・ファイゲンバウムがエグゼクティブ・ストーリー・コンサルタント、ホレス・ホワイトおよびステファニー・ガーマンがストーリー・エディターとなった。
しかし制作費がかさみ、議論の余地はあるが視聴率は下がったとされる。これにより制作会社ロリマーはボビー役のパトリック・ダフィを呼び戻し、キャツマンをプロデューサーに復帰させることにした。シーズン9終了後、キャツマンはシーズン10での製作総指揮として戻り、ダフィはシーズン9最終回に突如再登場した。

### シーズン10
シーズン10放送開始時、制作陣に大幅な変更が加えられた。キャツマンが復帰しただけでなく、エグゼクティブプロデューサーに昇格し、報じられるところによると本作の全権を与えられることとなり、カピスおよびシーズン9のスタッフの多くが離脱した。キャツマンと共に、ポールセンが復帰し新たなプロデューサーとなり、スーパーバイジング・プロデューサーは新たにカルヴァン・クレメンツ・ジュニアがオファーされ、クリフ・フェンマンはアソシエイト・プロデューサーとして残った。また新たな脚本チームとしてキャツマンの息子ミッチェル・ウェイン・キャツマンがストーリー・エディター、リア・マーカスがストーリー・コンサルタントとして加入した。2年後、マーカスは離脱したが、他のスタッフは最終回まで残った。
ボビー役のパトリック・ダフィの復帰に関して、ボビーが亡くなったシーズン9はヴィクトリア・プリンシパル演じるパメラの夢であったとして、キャツマンはシーズン9で起こったことを効果的に全てなかったことにした。
出演者も制作についてあるいはスタッフ間の揉め事に影響を受けた。J.R.役のラリー・ハグマンはキャツマンを手助けしてダフィを復帰させた。ドナ役のスーザン・ハワードはシーズン9の1エピソードの脚本を執筆するなどカピス側についており、シーズン9で起こったことを帳消しにすることに反対していた。シーズン10でも脚本を執筆したが、シーズン終了と同時に脚本でも出演者でも降板した。

### シーズン11–14
最後の4シーズンで、キャツマンが製作総指揮を務め、シーズン12からハグマンがエグゼクティブプロデューサーとなり、シーズン13からケン・ホートンが共同エグゼクティブプロデューサーとなった。
シーズン10の後、スーパーバイジング・プロデューサーのクレメンツ・ジュニアが降板し、シーズン11と12では脚本家も務めるアーサー・バーナード・ルイスが復帰し後継した。ルイスはキャツマンおよびポールセンと再び組むこととなったが、シーズン11終了時ポールセンは降板してライバル番組の『ダイナスティ』に加入した。シーズン12ではハワード・ラキンが、シーズン13および14では長年アソシエイト・プロデューサーであったクリフ・フェンマンがポールセンの後継となった。シーズン13および14でラキンはスーパーバイジング・プロデューサーとなった。
シーズン12でミッチェル・ウェイン・キャツマンは共同プロデューサーとなった。シーズン13レナード・キャツマンの別の息子フランク・キャツマンと、義理の息子ジョン・レティーノはアソシエイト・プロデューサーとなった。シーズン12から14、キャツマンのプロダクション・アシスタントのルエラ・リー・キャラウェイがエグゼクティブ・コーディネーターとなった。シーズン13および14でリサ・シードマンがエグゼクティブ・ストーリー・コンサルタントとなった。

### ロケ地
シーズン1は全てテキサス州ダラスおよびフリスコのクロイス・ボックス・レンチで撮影された。のちに屋内シーンのほとんどがカリフォルニア州カルバーシティにあるMGMスタジオで撮影された。1986年、このスタジオはロイマーに買収された。複数の屋外シーンはテキサス州パーカーにあるサウスフォーク・レンチで、他のシーンはダラスで撮影された。シーズン13では制作費削減のために全てカリフォルニア州で撮影された。通常はシーズン開始前の夏の6から8週間、ダラスでロケを行ない、その後はロサンゼルス地域で撮影された。エピソードの半分以下がダラスでのロケのシーンであった。MGMは防音スタジオの1つをサウスフォーク・レンチの裏庭およびプールに似せて作り替え、シーズン開始後でもここでロケを行なうことができた。

### ディレクター
レナード・キャツマンはシーズン1、9、12以外の全てのシーズンのディレクターを務め、本作で最も有名なディレクターとなった。マイケル・プリースはシーズン4で本作の制作陣に加入し、キャツマンの次に多くのエピソードのディレクターを務めた。シーズン1でディレクターを務めた2名のうち、ロバート・デイはシーズン2には加入せず、アーヴィング・J・ムーアはシーズン5まで残り、シーズン12で復帰しシーズン14まで残った。
出演者のうち5名がディレクターも務めた。
- ラリー・ハグマン - シーズン3、14
- パトリック・ダフィ - シーズン4, 8, 10, 14
- リンダ・グレイ - シーズン9, 12
- スティーヴ・カネリー - シーズン10, 12
- ケン・カーチェヴァル - シーズン13, 14

## エピソード
| シーズン | シーズン | 話数 | 話数 | 放送期間       | 放送期間      | 順位 | 視聴者数 (視聴率) |
| シーズン | シーズン | 話数 | 話数 | 初回放送       | 最終回放送    | 順位 | 視聴者数 (視聴率) |
| -------- | -------- | ---- | ---- | -------------- | ------------- | ---- | ----------------- |
|          | 1        | 5    | 5    | 1978年4月2日   | 1978年4月30日 | 42   | N/A               |
|          | 2        | 24   | 24   | 1978年9月23日  | 1979年3月30日 | 40   | 18.4              |
|          | 3        | 25   | 25   | 1979年9月21日  | 1980年3月21日 | 6    | 19.1              |
|          | 4        | 23   | 23   | 1980年11月7日  | 1981年5月1日  | 1    | 27.6              |
|          | 5        | 26   | 26   | 1981年10月9日  | 1982年4月9日  | 1    | 23.2              |
|          | 6        | 28   | 28   | 1982年10月1日  | 1983年5月6日  | 2    | 20.5              |
|          | 7        | 30   | 30   | 1983年9月30日  | 1984年5月18日 | 1    | 21.5              |
|          | 8        | 30   | 30   | 1984年9月28日  | 1985年5月17日 | 2    | 20.97             |
|          | 9        | 31   | 31   | 1985年9月27日  | 1986年5月16日 | 6    | 18.8              |
|          | 10       | 29   | 29   | 1986年9月26日  | 1987年5月15日 | 11   | 18.6              |
|          | 11       | 30   | 30   | 1987年9月25日  | 1988年5月13日 | 21   | 15.2              |
|          | 12       | 26   | 26   | 1988年10月28日 | 1989年5月19日 | 30   | 13.9              |
|          | 13       | 27   | 27   | 1989年9月22日  | 1990年5月11日 | 43   | N/A               |
|          | 14       | 23   | 23   | 1990年11月2日  | 1991年5月3日  | 61   | N/A               |

### 視聴率
当初、土曜夜に放送されていた。1ヶ月経たないうちに日曜夜に移行し、シーズン半ばで金曜夜に移行した。以来1991年の最終回まで金曜夜9時または10時に放送されていた。
1980年、シーズン3最終回でJ.R.が撃たれるクリフハンガーがあり、シーズン4の「Who Done It」で誰が撃ったか知るため、アメリカ国内の9千万人、アメリカの世帯の53%、テレビの視聴者の76%が視聴し、1967年8月に放送された『逃亡者』の最終回の視聴率を越える当時のアメリカ国内の最高視聴率となった。しかし1983年、『マッシュ』最終回に記録を破られた。1980年内に世界57ヶ国以上の3億6千万人近くがJ.R.を撃った犯人が誰かを見守った。
このエピソード以降視聴者は確実に減っていったが、1991年5月3日夜9時から11時の最終回「Conundrum」では3千3百万人、22%の世帯が視聴し、アメリカ国内の番組最終回で14番目に高い視聴率となった。同時間帯、裏番組となるNBCは『Manhunter』を放送しており、視聴率は9.8%であった。

#### 映画/スペシャル番組
- 1996年11月15日、テレビ映画『[[:en:Dallas: J.R. Returns|ダラス J.R リターンズ（英語版）]]』(CBS) 世帯視聴率13.4%
- 1998年4月24日、テレビ映画『[[:en:Dallas: War of the Ewings|ダラス 新たな野望（英語版）]]』(CBS) 世帯視聴率7.8%
- 2004年11月7日、『Dallas Reunion: The Return to Southfork』(CBS) 世帯視聴率8.5%

## 放送歴

### CBS
- 1978年4月2日–30日: 毎週日曜午後10:00  (ET/PT)/9:00  (CT/MT)
- 1978年9月23日–10月14日: 毎週土曜午後10:00/9:00
- 1978年10月15日–1979年1月14日: 毎週日曜午後10:00/9:00
- 1979年1月26日–1981年11月27日: 毎週金曜午後10:00/9:00
- 1981年12月4日–1990年3月16日: 毎週金曜午後9:00/8:00
- 1990年3月30日–12月21日: 毎週金曜午後10:00/9:00
- 1991年1月4日–5月3日: 毎週金曜午後9:00/8:00

### シンジケーション
1984年初頭、制作会社ロリマーはネットワーク外のローカル局に番組販売を行なうこととし、ダラス・フォートワース複合都市圏のABC系WFAA-TVが最初の購入者となった。シーズン1から9までの最初の222エピソードのみであった。しかしCBSで放送されたほどの視聴率には及ばなかった。
1992年9月から1993年8月、TNTは最初の9シーズンを放送した。1996年秋より、TNNはネットワーク外で初めて全357エピソードを放送したが、大幅に改編を加えたものとなった。2003年から2008年、ソープオペラのみのケーブルテレビのソープネットは改編なしのオリジナル版を放送した。2011年1月1日、CMTは1日のみ本作を放送し、2012年にその続きが放送されたが、それに先立ち一部のエピソードがCMTおよびそのウェブサイトで放送された。

### イギリスでの放送
イギリスにおいて、放映権がBBCにより買い取られ、2千万人が視聴してすぐに高視聴率を獲得した。しかし1985年、BBCは新たなシーズン9で1エピソードにつき6万ドルの金額に難色を示した。それでもBBCはシーズン9の放映を目指して交渉していたが、ITV系でBBCのライバル局のテムズ・テレビジョンが突如参入し、その金額で合意した。BBCはこれに不快感を示し、本作の放送を打ち切り、以降のエピソードを11月に予定されたテムズ・テレビジョンと同時に放送すると脅した。マスコミに大々的に報じられ、ウエストミンスターの議会で質疑が行なわれるほどであった。BBCはこれを取り下げ、放送を再開した。規制当局の英国独立放送協会はテムズ・テレビジョンに計画を差し戻し、購入したシーズン9の権利を差額を負担してBBCに譲り渡すよう要請した。1991年の最終回までBBC1で放送が続けられた。

### 日本での放送
日本では、まず1981年10月から1982年3月までテレビ朝日とその系列局で放送された。ただし、同系列で放送されたのは第3シーズンまでとなっている。当初は毎週木曜21時00分 - 21時54分（日本標準時）に『ダラス 華麗なる悪の一族』と題して放送されていたが、年明けを境に『ダラス 愛と憎しみの二重奏』と改題され、放送時間が1時間繰り下げられた。第3シーズンは日曜深夜の放送となり、J.R.、パメラ以外の日本語吹き替え版キャストが変更された。
その後、1999年6月11日から2006年5月23日までの8年間に渡り、CSのスーパー!ドラマTVにて全話吹き替えで放送された。吹き替えの無かったシーズンは新規吹き替えが実施された。また、2006年7月1日～12月5日と2009年11月4日～2010年10月28日の2回全話再放送が行われた。日本で全話放送が行われたのは上記3回のみ。2008年2月23日には同チャンネルで、日本では初となるテレビ映画2本の放送が行われた。これらは『ダラス』本編の続編にあたるもので、本編の放送終了から5年後の1996年に製作された『ダラス J.R リターンズ』と、その2年後の1998年に製作された『ダラス 新たな野望』である。これら2本の再放送はされていない。
2025年現在、日本でダラスを視聴する機会は放送、配信いずれも無い。DVD等も発売されていない。

## スピンオフ、続編、派生作品

### Knots Landing
『ダラス』制作前、原案のデイビッド・ジェイコブズはイングマール・ベルイマンの『ある結婚の風景』から着想を得て、4組の夫婦についての連続ドラマを考案した。しかしCBSは数世代に亘る作品を望んだため、『ダラス』を制作した。本作がヒットすると、CBSはジェイコブズの元々の案を再検討し、ダラスのスピンオフ・シリーズの『Knots Landing』が1979年終盤に放送開始した。
『Knots Landing』はルーシーの父ゲイリー(テッド・シャックルフォード)と母ヴァリーン(ジョーン・ヴァン・アーク)が2度目の結婚をしてカリフォルニア州に転居し、新たな生活を送る話である。最初の数シーズンで『ダラス』出演者のラリー・ハグマン、パトリック・ダフィ、シャーリーン・ティルトン、メアリー・クロスビーらがゲスト出演し、シャックルフォードとヴァン・アークは『ダラス』に度々出演した。さらにジョック・ユーイングの遺言の読み上げなど重複するシーンもあった。
1986年、『ダラス』シーズン10第1話において、ボビーの死を含むシーズン9の内容はパメラの夢であったことになり、両作品の関連性は失われた。『Knots Landing』においてもボビーの死の影響を受けており、ゲイリーは弟の死に悲しみ、ゲイリーの再婚相手のアビー(ドナ・ミルズ)は数年前に兄弟シド(ドン・マレー)を亡くしており同情していた。その後アビーとグレッグ・サムナー(ウィリアム・ディヴェイン)はゲイリーがボビーの葬式のためダラスに行っている間、エンパイア・ヴァレイを政治的に利用した。ヴァリーンはゲイリーとの息子に、その叔父となるボビーの追悼の意を込めて「ボビー」と名付けた。『ダラス』と異なり、『Knots Landing』のプロデューサーたちはボビーの死をなかったことにできず、両作品の関連性は途切れた。その結果、ボビーの復活は『Knots Landing』では一切触れられなかっただけでなく、ボビーについて語られることはなくなった。逆に『ダラス』ではゲイリーについて語られることが増え、シーズン12ではヴァン・アークの過去映像も使用された。1991年、『ダラス』最終回「Conundrum」にシャックルフォードとヴァン・アークが出演し、J.R.が存在しなかった場合のシーンに登場した。

### 映画および再集結
1986年3月23日、シーズン9放映期間内にCBSにて前日譚のテレビ映画『Dallas: The Early Years』が放送された。ディガー・バーンズ役をデイヴィッド・グラント、ジョック・ユーイング役をデイル・ミドキフ、ミス・エリ―役をモリー・ヘイガン、ジェイソン・ユーイング役をデイヴィッド・ウィルソン、アーロン・サウスワース役をホイト・アクストンが演じ、J.R.役のラリー・ハグマンにより紹介された。1933年から1951年に起こった、バーンズ家とユーイング家の不和の経緯、ユーイング・オイルの成り立ちなどが描かれた。『ダラス』原案のデイヴィッド・ジェイコブズが脚本を執筆した。
『ダラス』終了から数年後、CBSでテレビ映画が放映された。1996年、『ダラス』最終回のクリフハンガーの解決となる『ダラス J.R リターンズ』、1998年、20周年記念の『ダラス 新たな野望』である。レギュラー出演のパトリック・ダフィ、ラリー・ハグマン、リンダ・グレイ、ジョージ・ケネディ、ケン・カーチェヴァル、スティーヴ・カネリー、ゲスト出演のオムリ・キャッツ、オードリー・ランダース、デボラ・レナード、ジョージ・O・ペトリが双方に出演した。新たにトレイシー・スコギンス演じる新進気鋭の弁護士アニタ・スミスフィールド、クリス・デモトラル演じるクリストファー・ユーイング、クリフとアフトンの娘でデボラ・ケルナー演じるパメラ・レベッカが登場した。
2003年11月、ソープネットでは『ダラス』再放送権を獲得すると同時に『ソープトーク』で『ダラス』出演者が再集結した。ラリー・ハグマン、パトリック・ダフィ、リンダ・グレイ、シャーリーン・ティルトンが登場し、過去映像も放送された。この模様は『ダラス』シーズン1&2のDVDセットに収録されている。
2004年11月7日、CBSはプライムタイム・スペシャル番組『Dallas Reunion: The Return to Southfork』を放送し、出演者らが当時を回想した。ちなみにクレイトン・ファーロウ役を演じたハワード・キールは同日朝に亡くなった。
2008年11月8日、『ダラス』30周年を記念してテキサス州パーカーにあるサウスフォーク・レンチで再集結が行なわれた。オリジナルのレギュラー出演者のラリー・ハグマン、パトリック・ダフィ、リンダ・グレイ、ケン・カーチェヴァル、スティーヴ・カネリー、シャーリーン・ティルトンが登場した。他にスーザン・ハワード、オードリー・ランダース、メアリー・クロスビー、シェリー・J・ウィルソンも登場した。架空のユーイング邸の前庭および裏庭において、ダラス地域や全米のみならず世界中から人々が集まり大規模なバーベキューが開催され、ファンミーティングが行なわれた。この時、カーチェヴァルは放送終了から17年経ってもファンでいてくれることに関し、「信じられない。パワーはそのままである。誰も想像できなかった」と語った。リンダ・グレイも当時を懐かしく思い出し、「時代に合っていた。今ほどチャンネルは多くなかったし、インターネットなどもなかった」と語った。
2017年3月23日、ダラスにあるAT&Tパフォーミング・アーツ・センターのウィンスピア・オペラ・ハウスにてイベント『A Dallas Retrospective: J.R. Ewing Bourbon Presents Linda Gray and Patrick Duffy』が開催され、ダフィとグレイは自身の経歴および『ダラス』について回想した。全米で流通していたJ.R.ユーイング・バーボンがスポンサーとなり、「ダラス・モーニングニュース」紙のコラムニストであるロバート・ウィルロンスキーが司会を務めた。
2018年3月30日から31日、テキサス州パーカーにあるサウスフォーク・レンチおよびダラスにあるロングホーン・ボールルームにて『ダラス』40周年記念再集結が行なわれ、パトリック・ダフィ、リンダ・グレイ、シャーリーン・ティルトン、スティーヴ・カネリーが参加した。サウスフォーク見学、ミートアンドグリート、展示会「ダラス・レジェンド」での記念品展示などが行なわれ、歴史的ロングホーン・ボールルームでのパーティで締めくくられた。

### リバイバル
2010年、ケーブル・ネットワークのTNTは『ダラス』続編のパイロット版を発注したことを発表した。TNTはパイロット版を試写後、フルシーズン10話の制作を進めた。
2012年6月13日、J.R.とスー・エレンの息子のジョン・ロス、ボビーとパメラの養子のクリストファー・ユーイングを主人公としたリバイバル版の放送が開始した。ラリー・ハグマン、パトリック・ダフィ、リンダ・グレイが再びレギュラー出演者となった。ワーナー・ブラザースの子会社であるワーナー・ホライゾン・テレビジョンが制作し、ロイマー・テレビジョンから『ダラス』フランチャイズ権を獲得した。ホライゾン社とTNTはタイム・ワーナー傘下の姉妹企業となる。
続編は20年前のオリジナル版の続きを描いている。1990年代のテレビ映画『Dallas: J.R. Returns』や『Dallas: War of the Ewings』で起こったことには触れられず、シーズン14のクリフハンガーから20年後が描かれている。UltimateDallas.comのインタビューにおいて、脚本家でプロデューサーのシンシア・サイドアは新版『ダラス』について問われ、「『スタートレック』におけるトレッキーのようにオリジナル版は人々に愛されており、オリジナル版に大いに敬意を払い、オリジナル版で起こったことを冒涜したくなかった。一方で20年が経過しており、登場人物であるボビー、J.R.、スー・エレンの関係性を適切に描かなければならなかった。ボビーやJ.R.の子であるジョン・ロスやクリストファー、そしてその恋愛相手なども新たに登場し、新旧のバランスをとって描いた」と語った。
2012年11月、J.R.役のラリー・ハグマンが亡くなったため、2013年1月に開始したシーズン2においてJ.R.は殺されたことになり、シーズンを通して犯人が誰かが話題となった。葬式のシーンには多くのオリジナル・キャスト・メンバーが参加した。
新版『ダラス』はオリジナル版ほど視聴率は振るわず、2014年にTNTは新版を打ち切り、シーズン3で終了した。

### 書籍および他のメディア
全盛期には様々な雑誌、書籍、グッズなどが制作された。
- 1980年、小説『Dallas』 - デル出版よりリー・レインツリー著でシーズン1の5話が描かれた。その後バート・ハーシュフェルド著『The Ewings of Dallas』(1980年)、『The Men of Dallas』(1981年)、『The Women of Dallas』(1981年)に続いた。
  - 『ダラス―欲望の大地』リー・レインツリー著、山根和郎訳、サラ・ブックス、1981/10/1
  - 『ダラス―ユーイング家の人びと』バート・ハーシュフェルド著、乾信一郎訳、早川書房・Hayakawa novels、1981/9/1
- 1980年、ロールプレイングゲーム『Dallas』 - シミュレーションズ・パブリケイションズ出版
- 1981年–1984年、コミック・ストリップ『Dallas』 - 『ロサンゼルス・タイムズ』紙において、ジム・ローレンス作、ロン・ハリス、トーマス・ウォークンティン、パドレイク・シゲタニ、デリル・スケルトンなどが絵を描いた。
- 1984年、ビデオ・ゲーム『The Dallas Quest』 - データソフト社出版により、Tandy Color Computerおよびコモドール64のために制作された。
- 1985年、『Dallas: The Complete Ewing Saga』 - ローラ・ヴァン・ウォーマー出版
- 1986年、『The Complete Book of Dallas: Behind the Scenes at the World's Favorite Television Show』 - スージー・コルター著
- 1986年–1987年、『Dallas』 - 『ソープ&シリアル』のシリーズとして以下の14作の書籍が出版された。『Love Conquers Fear』、『Ardent Memories』、『Love's Challenge』、『The Power of Passion』、『Dangerous Desire』、『Double Dealing』、『Hostage Heart』、『This Cherished Land』、『Power Play』、『Winner Take All』、『Reality Strikes』、『Shattered Dreams』、『A Cry in the Night』、『Family Secrets』
- 2004年、『25 Years of Dallas: The Complete Story of the World's Favorite Prime Time Soap』 - バーバラ・A・カレン著、カンバーランド・ハウス・パブリッシング出版。各シーズンのあらすじ、制作の裏側、多くのオリジナル・キャストのインタビュー、ヴィクトリア・プリンシパルによる序文、デイヴィッド・ジェイコブズによる導入が含まれる。

## 着想
1956年の映画『ジャイアンツ』が『ダラス』への着想を与えたとされている。どちらも20世紀半ばから後半にかけてのテキサス州の裕福な石油王と酪農家の間の抗争に焦点を当てている。さらにどちらも主役が「JR」と呼ばれている。

## レガシー

### 『ダラス』および冷戦
冷戦終盤、『ダラス』はルーマニアの東側諸国の破滅を早めた一因とされている。1980年代、共産主義国では西洋の番組が放送されるのは珍しかったが、ルーマニア大統領ニコラエ・チャウシェスクは『ダラス』の放送を認めた。当時、ルーマニアの独裁的状況と比較して、人々が求めていた贅沢な生活様式が『ダラス』の中にあり、反資本主義に反対するようになっていったとされる。1989年のクリスマスに行なわれたチャウシェスクとその妻の処刑の直後、編集を加えた『ダラス』のシーズン1が放送され、自由を手に入れたルーマニアのテレビ局において放送された西洋の番組の1つとなった。アーティスト・コンビのUngur & Huangの監督による2016年のドキュメンタリー『Hotel Dallas』でボビー役のパトリック・ダフィを中心にルーマニアでの『ダラス』の人気ぶりが描かれた。
フィンランドのテレビ局で『ダラス』が放送され、エストニア・ソビエト社会主義共和国北部で不法に視聴されて人気を博した。共産主義のソビエト連邦において、何千人もの人々が『ダラス』を見るため定期的にエストニアの北端に車で移動した。2009年のドキュメンタリー映画『Disco and Atomic War』においてこのことが描かれている。

### その他
2007年、イギリス人コメディアンのジャスティン・リー・コリンズは『ダラス』再集結のために出演者を探し回った。5月27日日曜午後9時、イギリスのチャンネル4の『Bring Back...』シリーズとして放送された。コリンズは防犯フェンスを越え、ホテルで待ち伏せするなどあらゆる手段を使い、メイン・キャストの多くを追跡してインタビューし、『ダラス』の裏側を探った。ラリー・ハグマン、リンダ・グレイ、パトリック・ダフィ、ケン・カーチェヴァル、シャーリーン・ティルトン、スーザン・ハワード、メアリー・クロスビーなどが出演した。コリンズはオイル・バロンズ・ボールを開催するが、クリストファー役のエリック・ファーロウ以外誰も現れなかった。
2011年3月、ダラスにあるテキサス・シアターにて、毎週日曜に無料で『ダラス』を2エピソードずつ放映して100名以上の観客が集まり、一部には登場人物のコスプレをする者もいた。しかし2011年5月下旬、ワーナー・ブラザースの許可を得ていなかったため突然中止となった。テキサス・シアターは営利目的ではない無料上映であったため許可を申請していなかった。
J.R.ユーイングの帽子はいかにもアメリカらしい象徴として世界中の視聴者に印象付け、スミソニアン博物館の国立アメリカ歴史博物館に収蔵された。 
オフ・ブロードウェイで人気の『Forbidden Broadway』において、メアリー・マーティンがミュージカル『ピーター・パン』の楽曲「Never Never Land」のパロディ「Never Never Panned」を歌った。歌詞の中に「『ダラス』のJ.R.役を演じた私の息子のようにあなたもスターになれる」という一節がある。
1982年、スウェーデンのポップ・グループであるABBAのシングル「ザ・デイ・ビフォア・ユー・ケイム」において、「『ダラス』を1話も見逃していないと思う」という一節がある。
カントリー歌手のハンク・ウィリアムズ・ジュニアのヒット曲「This Ain't Dallas」において、自身と妻の人生をJ.R.とスー・エレンの人生と比較している。
「Who shot J.R.?」の筋書が他の番組に影響を与えている。BBCの『イーストエンダーズ』における、2001年の「Who Shot Phil?」が最もよく知られており、2014年の「Who Killed Lucy Beale?」が最も新しい。1995年、『ザ・シンプソンズ』では「Who Shot Mr. Burns?」の筋書が使用された。
2013年、『TVガイド』誌はベスト連続ドラマ60選の47番目に『ダラス』をランク付けした。